# Aleksandar Loma
Aleksandar Loma (* 1955 in Valjevo, Jugoslawien) ist ein serbischer Indogermanist und Altphilologe.
Er ist Mitglied der Serbischen Akademie der Wissenschaften und Künste sowie Professor an der Universität Belgrad. Außerdem ist Loma Chefredakteur des Etymologischen Wörterbuchs der serbo-kroatischen Sprache, Leiter der Onomastischen Kommission der Serbischen Akademie der Wissenschaften und Künste und Vorsitzender der etymologischen Kommission des Internationalen Komitees der Slawisten.
Loma forscht unter anderem in den Wissensfeldern Toponomastik, historische Geografie, in vergleichender Geschichtswissenschaft und in indoeuropäischer vergleichenden Sprachwissenschaft, hierbei insbesondere Griechisch, Slawisch, Indoiranisch und alte Balkansprachen.